# Басолт (Ајдахо)
Бaсолт (енгл. Basalt) град је у америчкој савезној држави Ајдахо.

## Демографија
По попису из 2010. године број становника је 394, што је 25 (-6,0%) становника мање него 2000. године.
| Група             | 2000.       | 2010.       |
| Белци             | 345 (82,3%) | 333 (84,5%) |
| Афроамериканци    | 0 (0,0%)    | 0 (0,0%)    |
| Азијати           | 0 (0,0%)    | 0 (0,0%)    |
| Хиспаноамериканци | 62 (14,8%)  | 52 (13,2%)  |
| Укупно            | 419         | 394         |